# Boundary Street

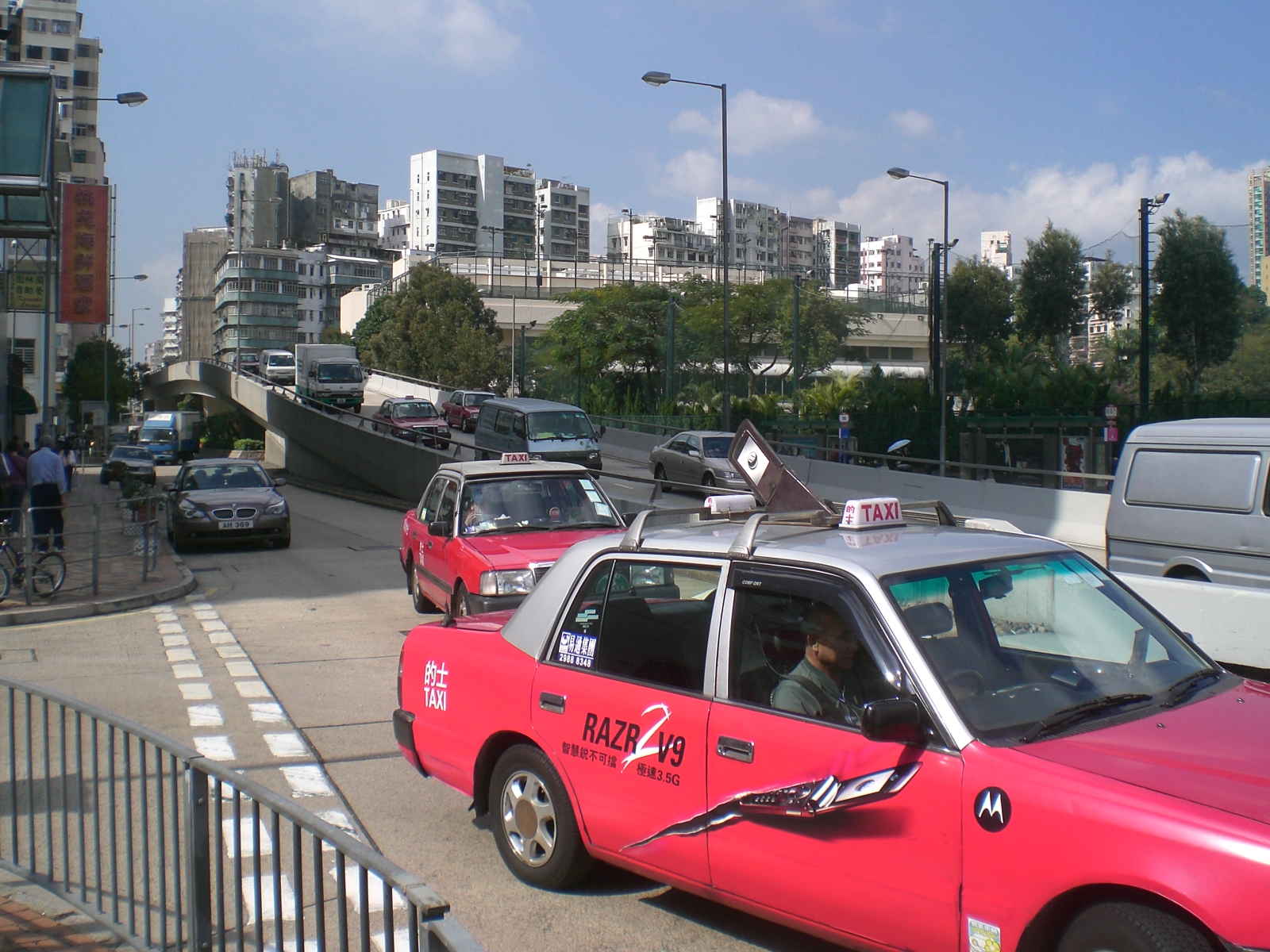
Boundary Street presso Prince Edward, Hong Kong

Boundary Street (lett. "strada del confine", in cinese 界限街 Jièxiàn jiē) è una strada a tre corsie che si trova a  Kowloon, Hong Kong. Essa scorre in direzione est dall'intersezione con Tung Chau Street ad ovest, e termina coll'interesezione in Prince Edward Road West, presso l'ex Aeroporto di Hong Kong Kai Tak.

## Storia
Storicamente la strada marcava il confine (boundary) tra la parte sud di Kowloon, ceduta dalla Cina Qing al Regno Unito nel 1860, e la parte nord di Kowloon (New Kowloon), che rimase parte della Cina finché venne concessa in prestito come parte dei Nuovi Territori al Regno Unito nel  1898 per 99 anni.  Dopo questa cessione il confine venne rinominato da Boundary Line (linea di confine) a Old Frontier Line (vecchia frontiera).
Il confine era riconoscibile dalla lunga linea di alto bamboo che fungeva da barriera per bloccare il contrabbando. Misura che divenne obsoleta quando i Nuovi Territori si unirono alla colonia.